# ويليام بالدوين (سياسي)
ويليام بالدوين (بالإنجليزية: William Baldwin)‏ هو سياسي نيوزلندي، ولد في 1838، وتوفي في 1917 في برث في أستراليا. انتخب عضو مجلس النواب النيوزيلندي.